# Butte megye (Idaho)
Butte megye az Amerikai Egyesült Államokban, azon belül Idaho államban található. Megyeszékhelye és legnagyobb városa Arco. Lakosainak száma 2574 fő (2020. április 1.). Butte megye Custer, Lemhi, Clark, Jefferson, Bingham és Blaine megyékkel határos.

## Népesség
A megye népességének változása:
| Lakosok száma | 2901 | 2815 | 2738 | 2642 | 2501 | 2574 |
|               | 2010 | 2011 | 2012 | 2013 | 2015 | 2020 |